# Natalie Czech
Natalie Czech (* 1976 in Neuss) ist eine deutsche Künstlerin und Professorin an der Hochschule für Bildende Künste, Braunschweig.

## Leben
Natalie Czech studierte von 2000 bis 2005 Fotografie an der Kunstakademie Düsseldorf bei Thomas Ruff. Seit 2020 ist sie Professorin für Fotografie am Institut Freie Kunst der Hochschule für Bildende Künste Braunschweig.

## Werk
Czechs Arbeiten bewegen sich zwischen konkreter Poesie und konzeptueller Fotografie. Als Grundlage dienen Natalie Czech Texte verschiedener Medien wie Zeitungen, Bildbände oder E-Books. Sie markiert in bestehenden Texten einzelne Wörter und Bilder und setzt sie so in einen neuen Dialog zueinander. In einer anderen Serie zeigt sie Posie in der Abbildung der auf Zigarettenstummeln sichtbaren Markennamen.

## Einzelausstellungen
Einzelausstellungen fanden unter anderem im Musée d’Art Moderne et Contemporain, Genf, Kunstverein Heilbronn, KINDL – Zentrum für Zeitgenössische Kunst, Berlin, Palais de Tokyo, Paris, Kunstverein in Hamburg oder Ludlow 38, New York statt. Ihre Arbeiten befinden sich in Sammlungen der Pinakothek der Moderne, München; dem Fotomuseum Winterthur, dem Museum of Modern Art, New York oder der Sammlung der Bundesrepublik Deutschland.
- 2025: Every Window thinks of itself as beeing an opening / Städtisches Kunstmuseum,  Alte Post , Ruhrtalstadt Mülheim

- 2024: Response / Repsonse, Kadel Willborn, Düsseldorf
- 2021: Is it true you said poems are made of words? MAMCO, Musée d'Art Moderne et Contemporain, Genf
- 2021: Natalie Czech, Kunstverein Heilbronn
- 2019: Natalie Czech / Friederike Feldmann, KINDL - Zentrum für Zeitgenössische Kunst, Berlin
- 2019: Cigarette Ends, Kunstverein Jesteburg
- 2018: Meeting with the other as such, but still, mit Mirjam Thomann, Bärenzwinger, Berlin
- 2017: you see // but / you say, Heidelberger Kunstverein
- 2017: to icon, Capitain Petzel, Berlin
- 2016: One can't have it both ways and both ways is the only way I want it, Crac Alsace - Centre Rhénan d'Art Contemporain, Altkirch
- 2014: Il Pleut, Palais de Tokyo, Paris
- 2014: Today I wrote nothing, Philara, Düsseldorf
- 2013: I cannot repeat what I hear, Kunstverein Braunschweig
- 2013: I cannot repeat what I hear, Kunstverein in Hamburg
- 2012: I have nothing to say. Only to show., Ludlow 38, New York
- 2012: Et moi aussi je suis peintre oder Why I am not a painter, Nassauischer Kunstverein Wiesbaden
- 2012: Hidden Poems, Dorothea und Rudolf Zwirner, Berlin
- 2011: Hidden Poems, Kunstverein Langenhagen
- 2011: A Small Bouquet, Kunstverein für die Rheinlande und Westfalen, Düsseldorf
- 2008: without words would, Peter Mertes Stipendium, Bonner Kunstverein

## Auszeichnungen
- 2017: Dorothea Erxleben Stipendium
- 2014: Villa Romana Preis, Florenz[4]
- 2013: Les Ateliers des Arques, Künstlerresidenz
- 2012: Ellen Auerbach Stipendium für Fotografie, Akademie der Künste Berlin[5]
- 2011: Kunstfonds Katalogförderung für ausstellungsunabhängige Projekte
- 2010: Alfried Krupp von Bohlen und Halbach Stipendium für Zeitgenössische Fotografie
- 2008: Förderpreis für junge Kunst des Landes NRW
- 2008: Förderpreis Bildende Kunst der Stadt Düsseldorf
- 2007: Peter Mertes Stipendium, Bonner Kunstverein
- 2007: Arbeitsstipendium Stiftung Kunstfonds e.V.
- 2007: Else-Heiliger Fond, Arbeitsstipendium
- 2006: Kunstpreis Berlin - Förderpreis Bildende Kunst der Akademie der Künste
- 2005: Arbeitsstipendium der Kunststiftung NRW